# إيزابيلا كيلي
إيزابيلا كيلي (بالإنجليزية: Isabella Kelly)‏ (1759 - 25 يونيو 1857)؛ شاعرة، كاتِبة وروائية بريطانية.